# مقاطعة غوربند
مقاطعة غوربند (بالفارسية: ولسوالی غوربند)، المعروفة أيضًا باسم مقاطعة سياه غرد نسبة لبلدتها الرئيسية، وهي إحدى مقاطعات ولاية بروان بأفغانستان. تقع غوربند في السفوح الجنوبية لهندوكوش وتشكل الحدود الغربية لوادي كوه دامان القديم. تقع على بعد 50 كلم من كابول عاصمة أفغانستان. تقع العاصمة في مدينة سياه غرد. وهي أكبر مقاطعة في الولاية، وتغطي مساحة قدرها 899 كيلومترًا مربعًا ويبلغ عدد سكانها 74123 نسمة اعتبارًا من عام 2003. يتدفق نهر غوربند عبر المقاطعة. تضم 58 مجلس التنمية المجتمعية [الإنجليزية] و 109 قرية.

## تاريخ
تاريخيًا، كان وادي نهر غوربند مرتبطًا بباختر منذ زمن الإسكندر الأكبر. يعد وادي كوه دامان القديم موقعًا أثريًا مهمًا وقد كشفت الأدلة أن الأشخاص الذين سكنوا الوادي طوروا تقنيات تعدين متطورة في وقت مبكر.
كان وادي غوربند مأهولًا من قبل أسرة خيشجي [الإنجليزية] المغولية وشعب الهزارة.
في نوفمبر 2007، قام فريق من الميسرين من البرنامج الوطني للتنمية على أساس المناطق (NABDP) التابع لوزارة التأهيل والتنمية الريفية (MRRD) وبرنامج الأمم المتحدة الإنمائي (UNDP) بتقييم المقاطعة ووضع خطط التنمية. نشطت حركة طالبان في المقاطعة. وفي نوفمبر 2010، أفيد أن اثنين من عملاء المخابرات السرية الإيرانية وصلوا إلى بلدة سياجيرد في مقاطعة غوربند واتهمتهم الولايات المتحدة بمساعدة المتمردين على مهاجمة قوات التحالف.
بعد نهاية مدة ثلاثة أيام العيد لوقف إطلاق النار الذي أعلنته حركة طالبان، التي استمرت من 24-26 مايو عام 2020، هاجمت طالبان نقطة تفتيش في مقاطعة غوربند في وقت متأخر من ليلة 27 مايو. كان هذا أول هجوم مميت تشنه حركة طالبان بعد وقف إطلاق النار في البلاد. أشعلوا النار في نقطة التفتيش، مما أسفر عن مقتل خمسة جنود أفغان، وقتل اثنين آخرين بالرصاص. وأصيب جندي آخر في الهجوم واحتجز اثنان آخران، كما قتل مهاجم من طالبان.

## اقتصاد

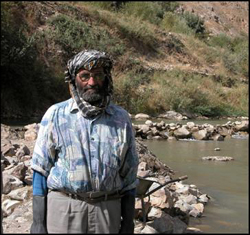
عامل محلي لري نهر غوربند

المحاصيل الرئيسية المزروعة هي اللوز والتفاح والمشمش والجوز والتوت والعنب والخوخ والكمثرى وغيرها من الفواكه. يُستخرج خام الحديد في المقاطعة ويُنقل إلى شاريكار في الشرق ليُصهر قبل وصوله إلى كابول. أفاد المساحون البريطانيون في القرن التاسع عشر أن المقاطعة بها احتياطيات كبيرة من الحديد والزنك والكبريت والفحم. ويربط طريق غرب - شرقي ثم طريق A76 السريع ‏ بين الشمال والجنوب المقاطعة بشاريكار وكابول.

## شخصيات ملحوظة
وقد نشأ علماء وسياسيون بارزون من هذه المقاطعة. على سبيل المثال، جاء السيد مير علي جوهر غربندي عضو البرلمان الصريح في عهد الملك ظاهر شاه من هذه المقاطعة. قام السيد مير علي جوهر مع مجموعة من العلماء الأفغان المعروفين بما في ذلك العالم والشاعر بلخي بمحاولة انقلاب فاشلة ضد إقامة الملك ظاهر شاه حيث قُبض على السيد مير علي جوهر وبقية المجموعة. أثناء التخطيط للانقلاب. بعد أن قضى ما يقرب من 15 عامًا سجينًا سياسيًا، انتُخب مير علي جوهر لاحقًا من قبل أهالي غربند ممثلًا عن مقاطعتهم ونائبًا في البرلمان. بصفته نائبًا صريحًا، قدم عددًا من التغييرات التقدمية الإيجابية في المقاطعة. والجدير بالذكر أنه تبرع بمنزله لاستخدامه مدرسةً ثانويةً للبنات، الأولى من نوعها في المقاطعة. وبسبب نفوذه السياسي، نُفذت مشاريع الكهرباء والمياه الجارية في المقاطعة. حتى يومنا هذا، لا يعيش إرثه فقط بين سكان المقاطعة، ولكن عبر طيف واسع من الجمهور في أجزاء مختلفة من أفغانستان، ولا سيما في المناطق الوسطى والشمالية. جاهد سكان غوربند أيضًا في هجوم الاتحاد السوفيتي. أ. محمد صابر خشكي أستاذ بارز جدًا في جامعة كابل وشخصية معروفة ولد في غوربند خدم الأفغان في ظروف صعبة للغاية من الحروب والصراعات، واستمر في التدريس دون توقف من خلال التفكير في حقيقة أن «إن تشجيع التعليم العالي لشبابنا أمر بالغ الأهمية لنجاح مستقبلنا الجماعي».. لم يدخر الشباب وسعا في جعل غوربند إحدى المقاطعات الرائدة في أفغانستان.